# Petrus Canisius van Lierde
Petrus Canisius Jean van Lierde (ur. 22 kwietnia 1907 w Hasselt, zm. 13 marca 1995 w Roeselare) – holenderski biskup rzymskokatolicki, augustianin, zakrystian papieski i Wikariusz generalny Państwa Watykańskiego w latach 1951 – 1991.

## Młodość i kapłaństwo
Urodził się 22 kwietnia 1907 roku w Hasselt w Belgii, w rodzinie holenderskiej. Wstąpił do zakonu augustianów, gdzie otrzymał święcenia kapłańskie 30 marca 1931. Był doktorem teologii i filozofii, kierował augustiańskim kolegium św. Moniki w Rzymie, gdzie w czasie II wojny światowej ukrywał wielu wojskowych, Żydów i antyfaszystowskich polityków.

## Episkopat
13 stycznia 1951 roku papież Pius XII mianował go zakrystianinem Jego Świątobliwości oraz Wikariuszem generalnym Państwa Watykańskiego, jednocześnie mianując arcybiskupem tytularnym Porphyreon. Sakry biskupiej udzielił mu 25 lutego kardynał Giuseppe Pizzardo wraz z Luigim Traglia i  Felice Addeo OSA. Jako swoje zawołanie biskupie obrał słowa „Custodiens Veritatem” (Strzegąc Prawdy) zaczerpnięte z Księgi Izajasza. Piastował te urzędy w czasie pontyfikatów pięciu papieży (od Piusa XII do Jana Pawła II).
Uczestniczył w Soborze Watykańskim II.
Zmarł w Roeselare. Jego ciało zostało pochowane w krypcie kościoła augustianów w Eindhoven.